# Ограђени врт
Врт ограђен зидовима је башта ограђена високим зидовима, посебно када се то ради у хортикултурне, а не у безбедносне сврхе, иако су првобитно све баште биле ограђене ради заштите од животињских или људских уљеза. У умереним климатским условима, посебно у хладнијим областима, као што је Шкотска, основна функција озидавања баште је да заштити башту од ветра и мраза, иако може служити и у декоративне сврхе. Кухињске баште су често биле ограђене зидовима, што их је друштвено одвајало, омогућавајући баштованима, од којих се обично очекивало да нестану из „башта задовољства“ када су станари куће вероватно били у близини, да наставе свој посао. Зидови, који су се понекад загревали, носили су и воћке формиране у шпалир.
Историјски гледано, и још увек у многим деловима света, скоро све урбане куће са било којим приватним спољним простором имају високе зидове ради безбедности, и свака мала башта је према томе подразумевано озидана. Исто је било и са многим сеоским кућама и другим објектима, на пример верским. У палатама и већини сеоских кућа, цела парцела, укључујући чак и веома велику башту, такође је била озидана или бар ограђена, понекад са (много скупљим) металним оградама дуж делова границе са којих се пружа најбољи поглед да се покаже сјај резиденције, као у Версајској палати, Бакингамској палати и многим другим. У неким случајевима првобитно је постојала ограда или жива ограда, али је зид додат касније када су средства дозвољавала. Конкретно, ангажовање локалне радне снаге за изградњу зида сматрало се хвале вредним методом за ублажавање глади, а многи зидови око сеоских кућа на Британским острвима датирају из година глади 1840-их.
Хортикултурне, а такође и друштвене предности ограђене баште значиле су да кухињске баште често формирају или су формирале ограђен део унутар већег комплекса са зидовима. Понекад је то било због безбедности биљака; 1630-их краљевска ботаничка башта Француске (данас Ботаничка башта у Паризу), сама ограђена зидовима, имала је унутрашњи зидом ограђен врт лала, пошто су луковице биле вредне и склоне крађи.

## Стварање микроклиме
Склониште обезбеђено ограђеним зидовима може да подигне температуру околине у башти за неколико степени, стварајући микроклиму која омогућава да се узгајају биљке које не би преживеле у неизмењеној локалној клими.
Већина зидова је изграђена од камена или цигле, који апсорбују и задржавају сунчеву топлоту, а затим је полако ослобађају, подижући температуру уза зид, омогућавајући да се брескве, нектарине и грожђе узгајају уз зидове окренуте према југу.
Способност добро дизајниране баште ограђене зидом да створи веома различита стабилна окружења илуструје овај опис камене баште у Ботаничкој башти у петом париском арондисману, где се гаји преко 2.000 врста из различитих климатских зона, од планинских до медитеранских, које се узгајају на неколико хектара:
Башта је заштићена од наглих промена временских услова и од јаких ветрова, захваљујући издубљеним терасама и великом дрвећу…. Баштовани на најбољи начин користе северне или јужне експозиције и трајно сеновите пределе ове мале, заштићене долине. Унутар само неколико метара температуре могу да се крећу од 15 до 20С, што би се могло назвати микроклимом!

### Грејани зидови
Бројни вртови са зидовима у Британији имају врући зид или зид од воћа, шупљи зид са централном шупљином или отворе у зиду на страни која је окренута према башти, тако да се ватра може палити унутар зида како би се обезбедила додатна топлота за заштитити воће које расте уза зид. Топлота излази у башту кроз ове отворе, а дим из ватре се усмерава нагоре кроз димњаке. Ова врста шупљег зида налази се у Крокстет Холу у Ливерпоолу (Енглеска), и Еглинтон Каунтри Парку и Данморе Хаусу, у Шкотској. У Крум Коурту један шупљи зид из 18. века имао је неколико малих пећи за снабдевање топлотом. У 1800-им, такви зидови су били обложени цевима и повезани на котао, као у Бенк Холу у Бретертону.

## Дизајн
Традиционални дизајн ограђене баште, подељене на четири четвртине одвојене стазама, са бунаром или базеном у центру, датира из најранијих вртова Персије. Hortus conclusus или "затворени врт" средњевековне Европе био је типичније ограђен живом оградом или оградом, или аркадама; иако је била обезбеђена одређена заштита од временских прилика и ефикасна заштита од животиња луталица, то нису биле баште са посебним зидовима.

### Кухињске баште
У Уједињеном Краљевству, многе сеоске куће имале су ограђене кухињске баште које су се разликовале од украсних вртова. Очекивало се да једно јутро (акр, 4.046,9 м²) кухињског врта даје довољно производа за исхрану дванаест људи, а ове баште су биле величине од једног јутра до двадесет или тридесет јутара у зависности од величине домаћинства. Највеће баште служиле су изузетно великим домаћинствима, на пример, краљевска кухињска башта у Виндзору изграђена је за краљицу Викторију 1844. године и у почетку је заузимала двадесет два акра, али је проширена на тридесет један акр да би опскрбила растуће домаћинство. Баште су се највише развиле у другој половини деветнаестог века. Многи од ових вртова изашли из употребе у двадесетом веку, али су неки поново оживели као украсне баште, а други су се користили за производњу воћа, поврћа или цвећа.
Сузан Кембел, у књизи посвећеној ограђеним баштама, помиње неколико фактора који доприносе томе колико је кухињски врт продуктиван. Продуктивност је зависила од прикладности ситуације, а успешне баште зависиле су од доступности воде, стајњака, топлоте, озиданог простора, складишног простора, радних просторија и што је најважније, посвећеног тима баштована.

## Примери
Кухињски врт ограђен зидом у Крум Коурту, Ворчестер, је наводно највећа ограђена кухињска башта из 18. века у Европи. У приватном је власништву и обновљена од стране садашњих власника. Око 1806. године, изграђен је високи слободностојећи врући зид исток-запад, висок 4м, опслуживан са пет пећи; ово је историјски значајно јер је једна од првих таквих грађевина које су изграђене.
Ограђена кухињска башта у Чилтон Фолијату у Вилтширу била је тема телевизијске документарне серије из 1987. године The Victorian Kitchen Garden.

## У књижевности
У причи Сузана (Шошана), Књига пророка Данила, ограђена башта је поприште и наводног састанка и покушаја силовања. Због зидова заједница није у могућности да утврди шта се заправо догодило.
У тумачењу мита о Купидону и Психи од Џона Вилијама Вотерхауса, Психа је живела у Купидоновој ограђеној башти.
Велики део приче дечје приче Френсис Хоџсон Бернет Тајни врт се врти око врта ограђеног зидом који је био закључан десет година. Аутора је инспирисана вртовима Грејт Мејтам Хола у Кенту.
„Рапачинијева ћерка“, кратка прича Натанијела Хоторна, одвија се готово у потпуности у границама ограђене баште у којој Беатрис, љупка ћерка лудог научника, живи поред раскошног, али смртоносног цвећа.
У трећој књизи у романима Мери Стјуарт о легенди о Артуру, The Last Enchantment, Мерлин конструише загрејани зид за своју башту у Еплгарту.